# Ehrenbecher für den Sieger im Luftkampf

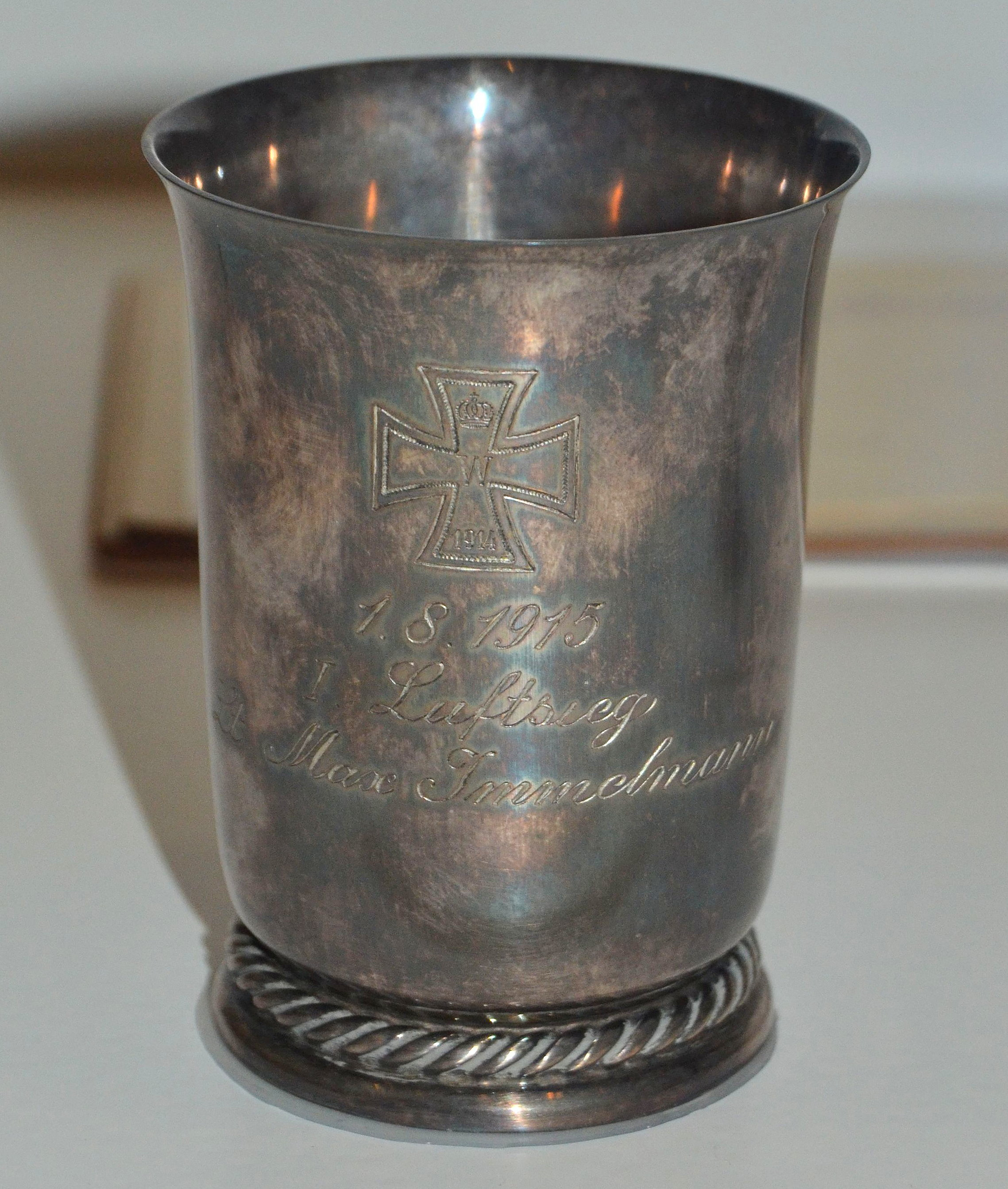
Ehrenbecher für Max Immelmann anlässlich seines ersten Luftsieges am 1. August 1915

Der Ehrenbecher für den Sieger im Luftkampf war eine Kampfauszeichnung der deutschen Fliegertruppe im Ersten Weltkrieg.
Die Auszeichnung wurde grundsätzlich für den ersten Luftsieg verliehen, obwohl die tatsächliche Verleihung manchmal auch einige Zeit später stattfand. Gegen Ende des Krieges wurden nur noch Besitzurkunden ausgestellt und verausgabt. Die genaue Anzahl der Verleihungen ist unbekannt. Sie liegt aber wahrscheinlich bei 2.411 verliehenen Ehrenbechern.
Die Kaiserliche Marine hatte ihre eigenen Luftstreitkräfte im Ersten Weltkrieg. Zunächst konnten erfolgreiche Piloten auch mit dem Ehrenbecher ausgezeichnet werden. Anfang 1917 wurde der Ehrenpreis der Marineflieger geschaffen und bis Kriegsende ca. 182 mal verliehen.
Es gab auch eine andere, noch seltenere deutsche Auszeichnung, den Ehrenbecher für erfolgreiche Angriffe aus der Luft. Dieser wurde nur sehr selten verliehen, z. B. Mitgliedern der Besatzungen von Zeppelin-Bombern oder für bestimmte erfolgreiche Angriffe.